# David E. Folsom

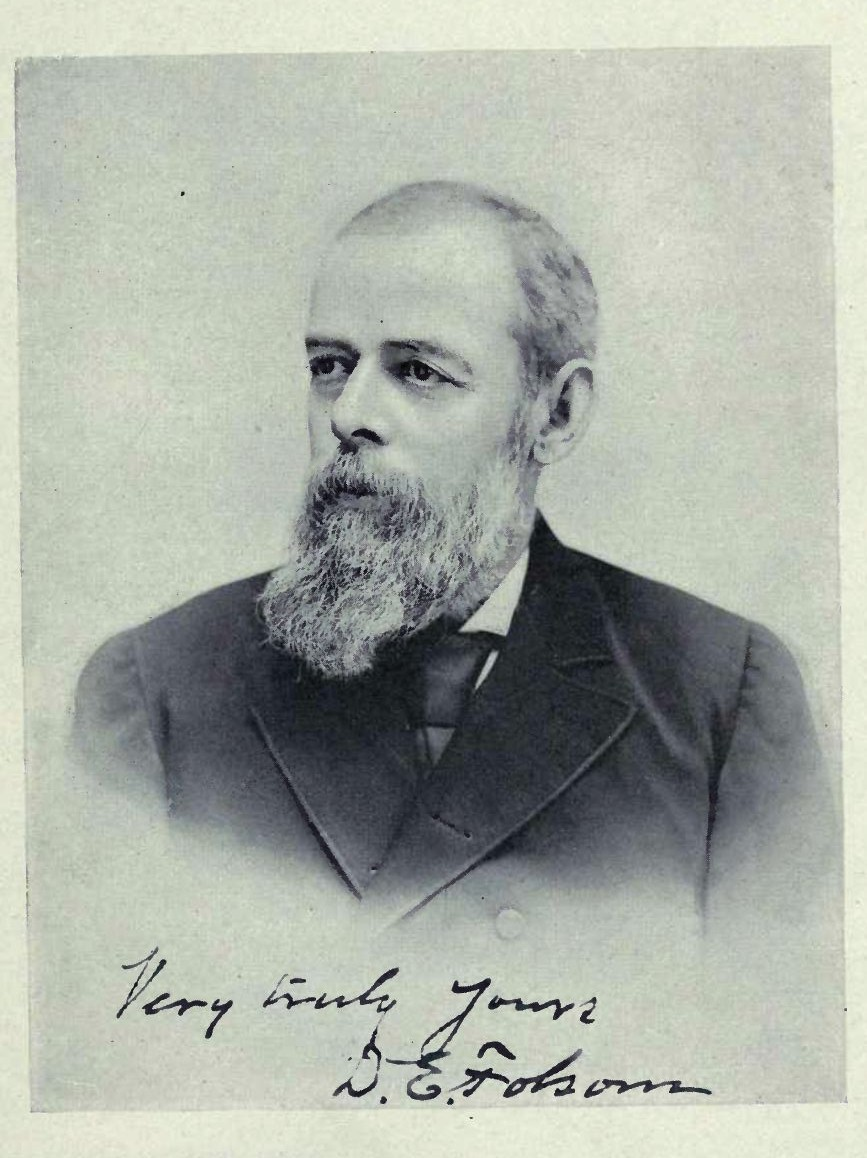
David E. Folsom

David E. Folsom (* Mai 1839 in Epping, New Hampshire; † 18. Mai 1918 in Kalifornien) war ein US-amerikanischer Forschungsreisender und einflussreicher Politiker Montanas.

## Kinder- und Jugendzeit
Geboren im Bundesstaat New Hampshire, besuchte Folsom eine Akademie der Quäker in Vassalboro (Maine). Nebenbei jagte er gerne in den Wäldern. Bald war er ein sicherer Schütze. Nach Abschluss der Quaker Academy ließ er sich an der Moses Brown Quaker School in Providence (Rhode Island) zum Bauingenieur ausbilden. Während dieser Zeit verschlechterte sich seine Gesundheit und er reiste zur Erholung nach Westen.

## Leben im Westen
1862 war Folsom zu den Goldminen in Idaho unterwegs, als er hörte, dass in Fort Abercrombie eine Gruppe zusammengestellt wurde, um eine nördliche Route zu den Minen abzustecken. Folsom bewarb sich und erhielt eine Stelle als Treiber für den Wagenzug, der im Sommer mit militärischem Geleit losfuhr. Folsom bot an, für die 130 Teilnehmer zu jagen und sie mit Fleisch zu versorgen. In den Rocky Mountains vernahmen sie, dass die Minen inzwischen erschöpft waren. Das Unternehmen war somit zwecklos und wurde abgebrochen. Die meisten Männer, unter ihnen auch Folsom, zogen nach Bannack. Folsom verbrachte dort den folgenden Winter. Anschließend reiste er nach Virginia City. Dort geriet er an den Banditen George Ives. Ives versuchte ihn in einen unfairen Kampf zu verwickeln, Folsom brachte ihn mit einer Billardkugel zu Fall. Freunde von Folsom schleusten ihn rasch aus der Stadt, bevor sich Ives rächen konnte.
Folsom nahm eine Stelle auf einer Ranch bei Willow Creek im Madison County (Montana) an, bevor er sich auf einem Stück Land in der Nähe niederließ. Die ersten Rancher in Montana mussten immer wieder gegen Grizzlybären ankämpfen. Nach vier Jahren gab Folsom seine Ranch entnervt auf. Er arbeitete in der Folge als Inspektor. Inzwischen hatte sich sein ehemaliger Studienfreund Charley Cook ebenfalls im Westen niedergelassen. Gemeinsam arbeiteten sie im Winter 1868/69 für die Boulder Ditch Company, ein Unternehmen, das hydraulische Minen mit Wasser versorgte. Diese Tätigkeit brachte die beiden in die Yellowstone-Gegend, gemeinsam mit einem dritten Mitarbeiter, William Peterson. Alle drei meldeten sich für eine Expedition in das Gebiet des heutigen Yellowstone-Nationalparks. Nachdem der Initiator der Expedition, Gouverneur Thomas Francis Meagher, unerwartet verstarb und die US-Armee keine Geleittruppe abkommandieren wollte, entschlossen sich die drei, die Expedition alleine durchzuziehen. Sie wurde als Folsom-Expedition bekannt und stellte die erste geplante Expedition in das heutige Park-Gebiet dar.
Nach der Expedition arbeitete Folsom im Büro des Generalinspektors des Montana-Territoriums in Helena. Dort tauschte er sich mit Generalinspektor Henry Dana Washburn über seine Erfahrungen im Yellowstone-Gebiet aus. Dieser war vom Gehörten so beeindruckt, dass er für das folgende Jahr eine zweite Expedition zusammenstellte, die Washburn-Langford-Doane-Expedition. Folsom arbeitete als Landvermesser bis 1875.
Anschließend kehrte er in den Osten nach New Hampshire zurück und blieb dort bis zu seiner Heirat mit Lucy Jones im Jahre 1880. Das Paar reiste nach Montana und baute eine große Schaf-Ranch am Smith River auf, in der Nähe von Cooks Anwesen. Folsom nahm eine bedeutende Stellung im öffentlichen Leben Montanas ein. Zwischen 1885 und 1890 diente er als Schatzmeister des Meagher Countys. Er ließ sich als Republikaner in den Senat des Bundesstaates wählen. 1900 kandidierte er als Gouverneur von Montana, scheiterte jedoch am Demokraten Joseph Toole. Er starb 1918 in Kalifornien.